# Mosquée al-Khanqah al-Salahiyya
La mosquée al-Khanqah al-Salahiyya (en arabe : مسجد الخانقاه الصلاحية) est une mosquée située dans le quartier chrétien de la vieille ville de Jérusalem, au nord de l'église du Saint-Sépulcre.

## Situation
La mosquée se trouve à l'emplacement de l'ancien palais du patriarche latin. Après la reddition des croisés face à Saladin en 1187, le bâtiment est converti en mosquée. Le minaret est construit en 1417.
La mosquée d'Omar, située de l'autre côté de l'église du Saint-Sépulcre, possède un minaret quasi identique. Les deux minarets ont été conçus ensemble : la ligne imaginaire qui les relie traverse la porte du tombeau de Jésus, et les deux minarets, situés à équidistance tombeau, ont la même hauteur bien que leurs bases soient sur deux niveaux différents. Cormac Murphy-O'Connor affirme que les dirigeants mamelouks ont ainsi pu avoir l'intention d'« invalider le Saint-Sépulcre », car la croyance islamique affirme que Jésus n'est pas mort sur la croix mais qu'il a été élevé au ciel de son vivant par Allah.

## Images

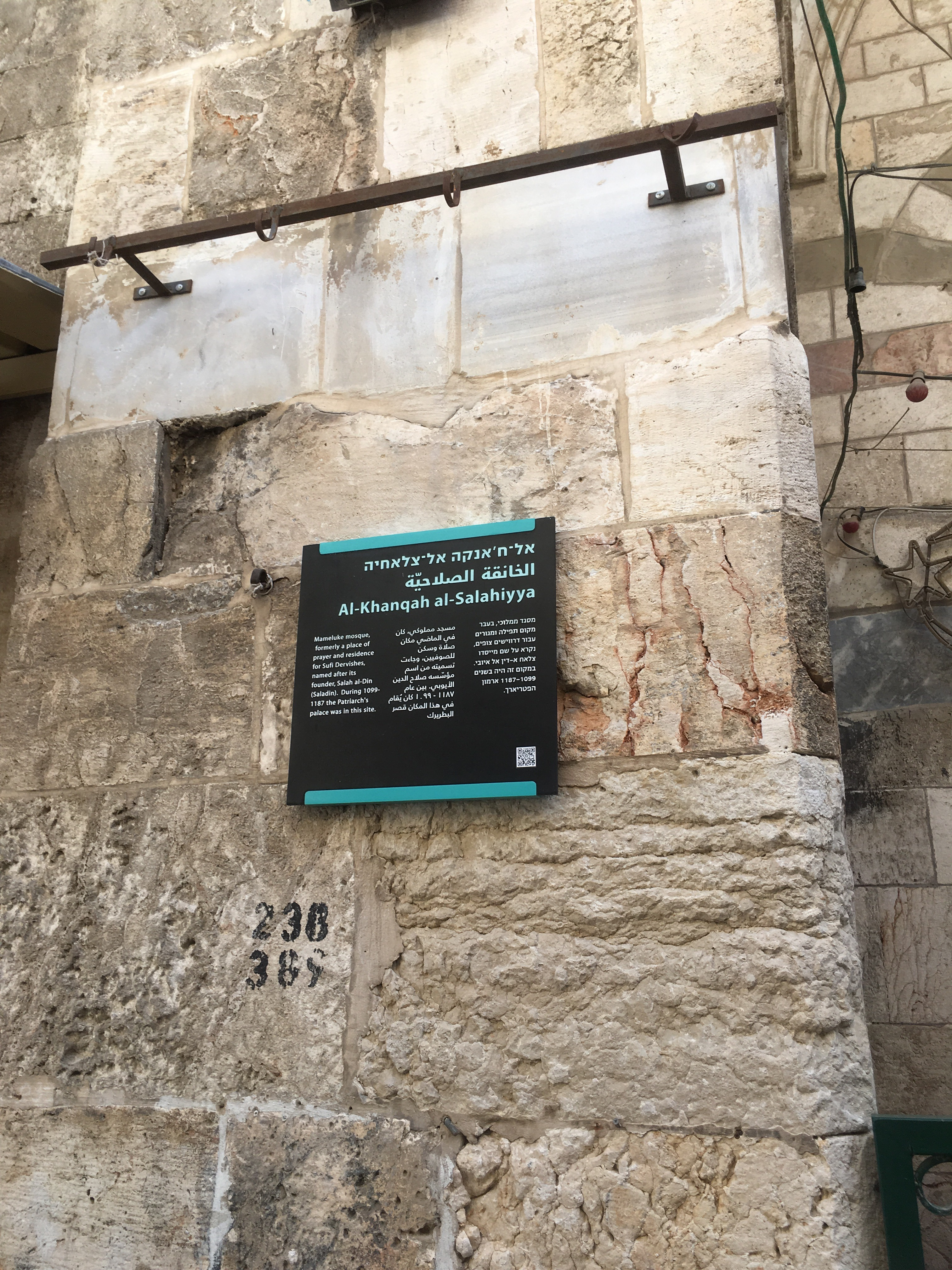
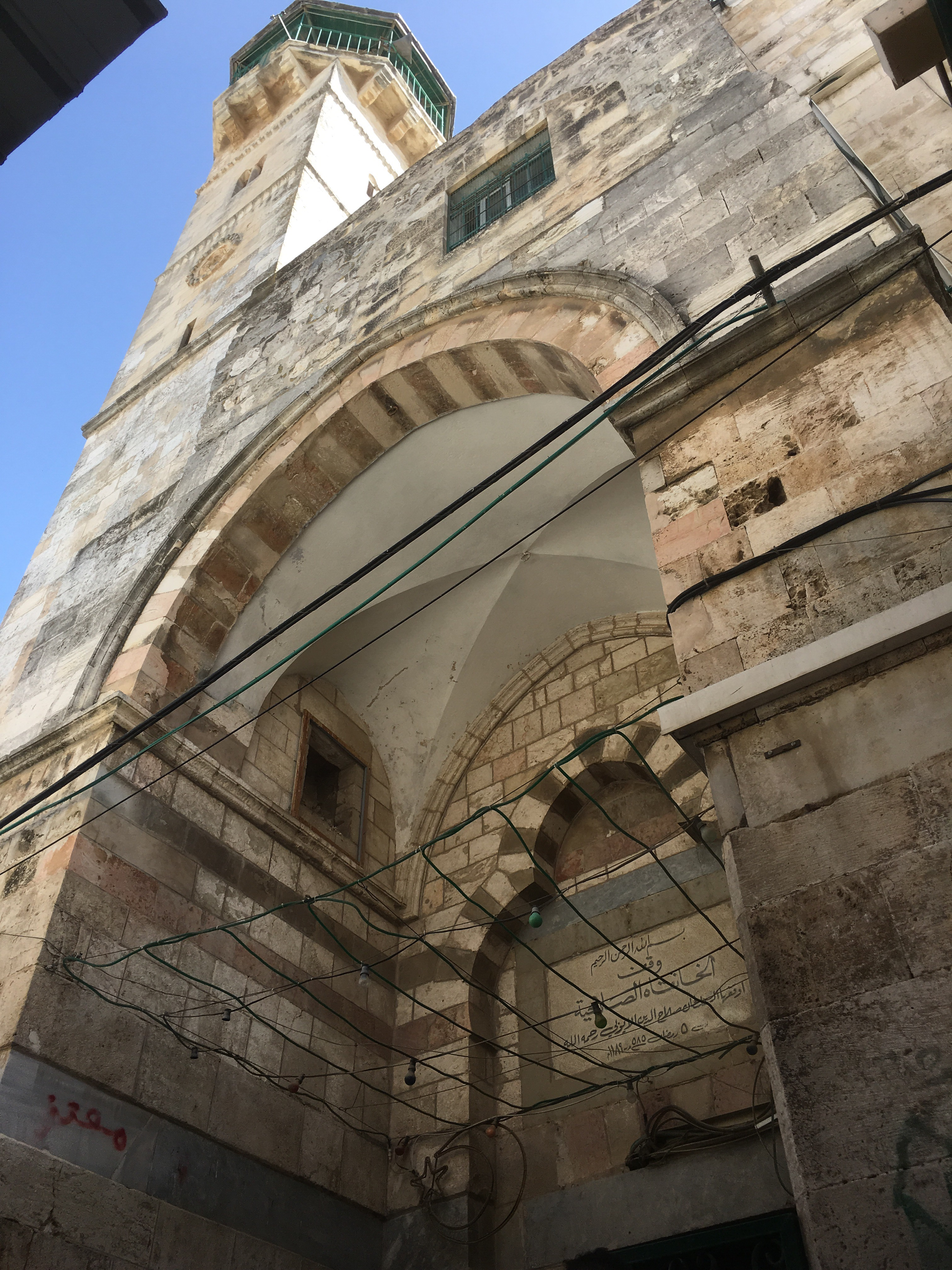
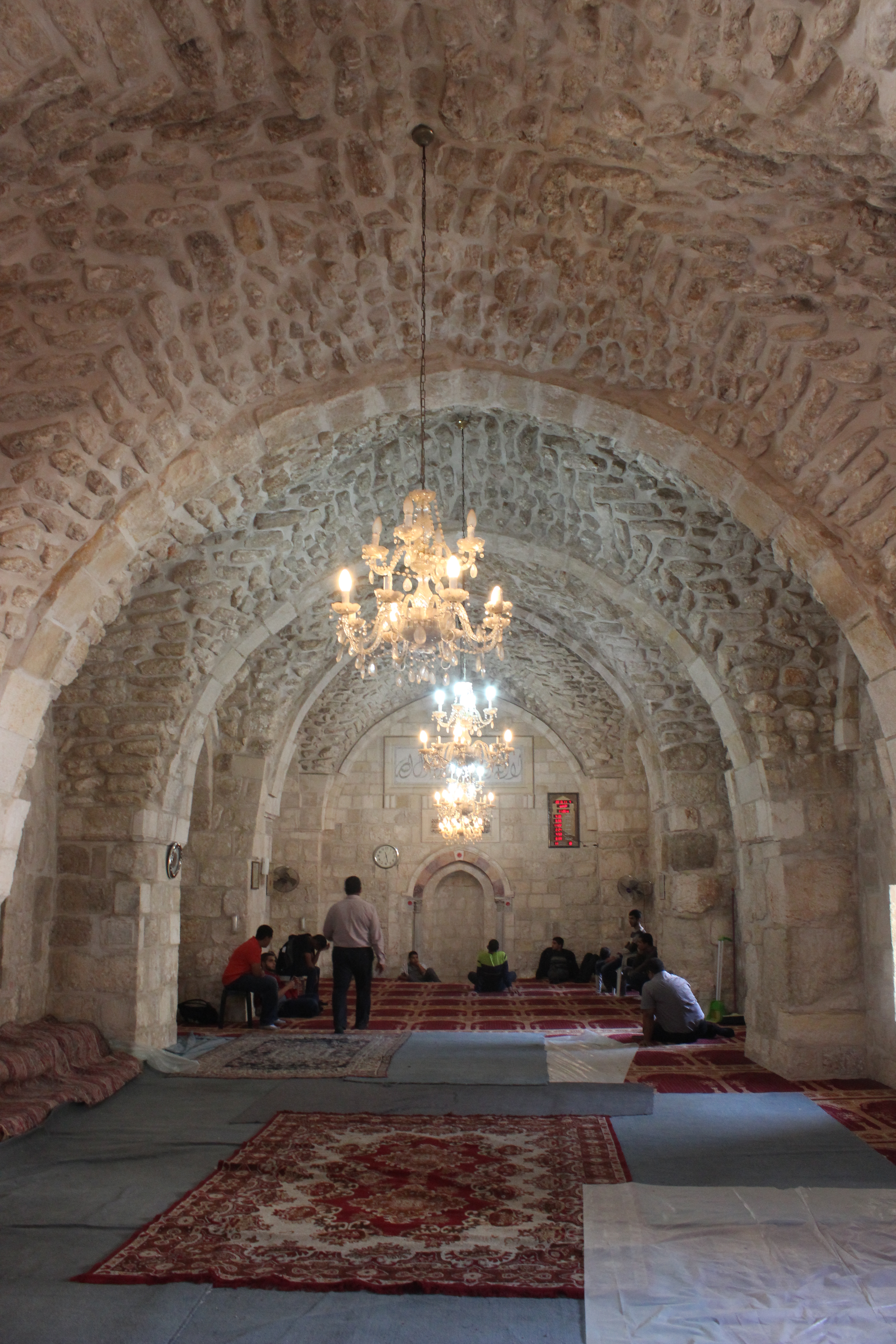
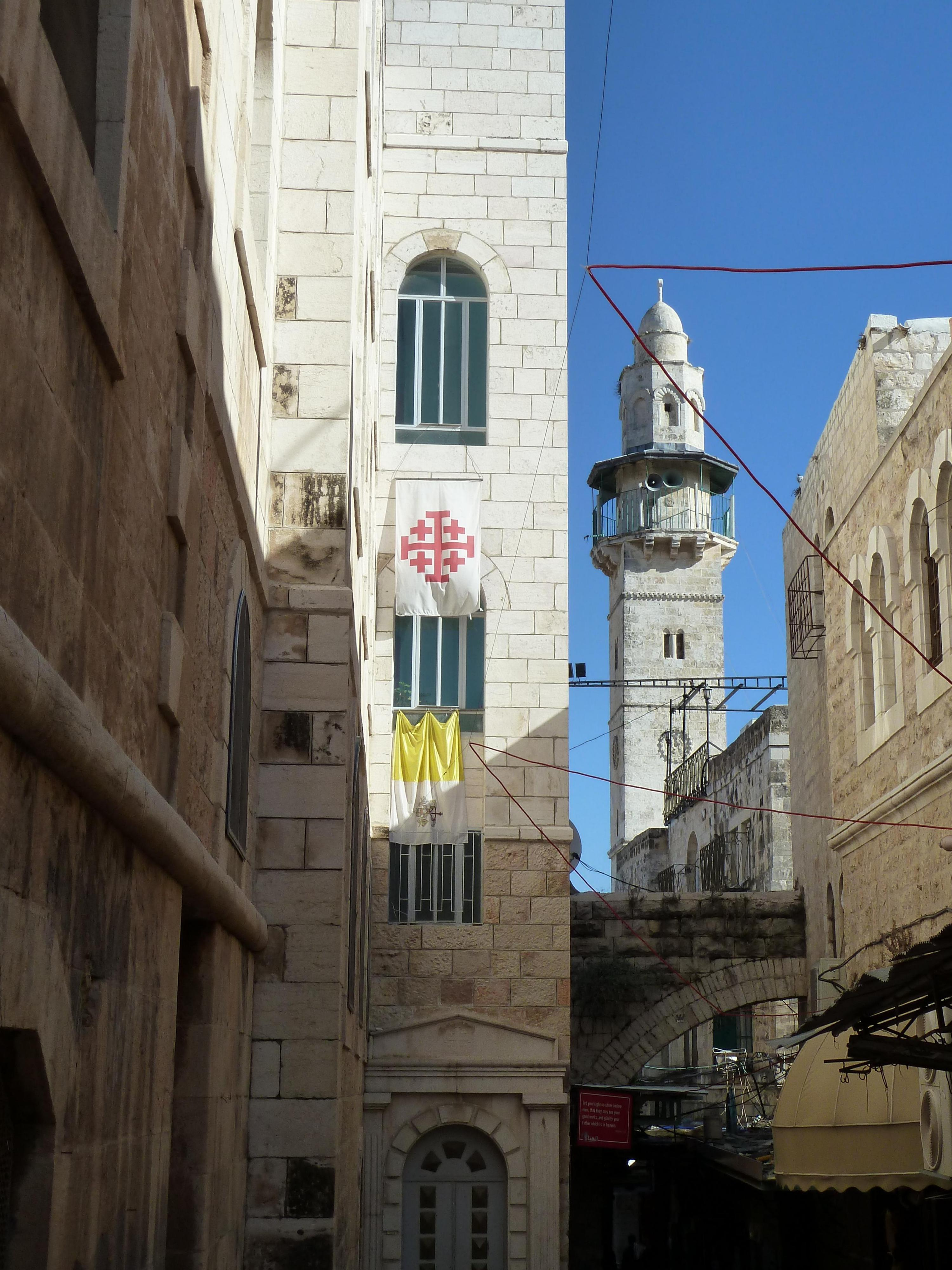